# Amoria polymorpa
Amoria polymorpa là một loài thực vật có hoa trong họ Đậu. Loài này được (Poir.) C. Presl mô tả khoa học đầu tiên năm 1831.